# 暫定予算
暫定予算（ざんていよさん）とは、年度開始までに本予算が成立しない場合に本予算の成立までの空白期間をつなぐために組んだ予算のこと。

## 概要
予算編成が遅れたり、予算審議が長引いたりして本予算が会計年度の開始前に成立しない場合に組まれることが多い。10日間から2ヶ月程度の短期間での予算であり、新規事業費などを盛り込まず、経常的経費と公共事業の継続案件など必要最小限の予算に限られることが多い。議会の承認を受けて、暫定予算が成立する。
その後で本予算が成立すると、暫定予算は本予算に吸収される。 
日本では財政法第30条により必要に応じて暫定予算を編成することができる。なお、当初予算又は暫定予算が年度開始前までに成立しなかった場合の予算空白について現行法では全く想定されていない。
かつては野党は国会の日程闘争により審議を長引かせ、政府に年度内成立を断念させることを「成果」としていたため、暫定予算が必要になることが多かった。1972年（昭和47年）～1992年（平成4年）度は21年連続で年度内成立ができなかったが、そのうち半数を超える13年で暫定予算が編成されている。55年体制崩壊後、不安定な政権運営が続いた90年代も予算の成立時期がずれ込むことが多く、細川連立内閣における予算審議が遅れた1994年（平成6年）度（後述）、橋本内閣で住専問題に見舞われた1996年（平成8年）度、同じく橋本内閣で大蔵省接待汚職問題に揺れた1998年（平成10年）度のそれぞれにおいて暫定予算が編成されている。
しかし近年は、審議拒否戦術に対する世論の風当たりの強さもあり、野党は予算の成立を遅らせるよりも、審議内容で（首相出席の集中審議を増やすなどして）「実」を取る傾向が強く、予算の成立時期が大幅に遅れたり、暫定予算が編成されることは以前ほど見られなくなっている。近年の例では、野田内閣の2012年（平成24年）度に、前年に発生した東北地方太平洋沖地震（東日本大震災）の影響により第177通常国会冒頭で2011年（平成23年）度第4次補正予算が組まれてその審議が先行したことや政府の不手際から2012年度本予算の審議が遅れ、暫定予算が編成されたが、これは上述の1998年度以来、14年ぶりのことだった。
安倍内閣の2013年（平成25年）度、2015年（平成27年）度の予算審議にあたっても暫定予算が組まれたが、これはいずれも前年末に衆院選（第46回衆議院議員総選挙と第47回衆議院議員総選挙）が行われ、予算編成が遅れたことによる。石破内閣の2025年（令和7年）度予算審議では、少数与党政権となったため暫定予算の可能性が取り沙汰されたが、年度最終日の3月31日に成立したため必要はなかった。なお、本予算とは関係ないが、NHK予算の審議に影響が出て年度内の承認が間に合わず、小規模の暫定予算が組まれた。NHKの暫定予算は45年ぶり3度目のことであった。
なお、暫定予算に関する極端なケースとして1953年に本予算が成立しないまま3月14日に衆議院解散（バカヤロー解散）となり、3月20日に参議院の緊急集会で5月31日までの暫定予算を成立させ、5月30日に国会で6月30日までの暫定予算を成立され、6月30日に国会で7月31日までの暫定予算が成立させる形で、結果的に4月1日から7月31日までの暫定予算が組まれたことがある（最終的に本予算は7月31日に成立した）。また、1948年には暫定予算を4回にわたって編成して国会で成立させたことがある（4月1日に4月分の暫定予算を、4月5日に4月分の暫定補正予算を、5月1日に5月分の暫定予算を、5月28日に5月分の暫定予算が成立し、最終的に本予算は7月4日に成立した）。
また、先述の1994年度予算においては、政治改革関連法案の成立を優先したため予算案の提出自体が3月4日にずれ込み50日間の暫定予算を編成、しかしその後細川首相が退陣して羽田内閣が誕生するといった混乱から暫定予算が想定していた50日を経た5月20日になっても本予算の審議すら出来ず、更に40日間の「暫定予算の補正予算」を編成する事態となった。結局本予算は5月23日に審議入りし、6月23日に成立した。
大日本帝国時代は大日本帝国憲法第71条で本予算が年度開始前までに成立しなかった場合には前年度の予算がそのまま新年度予算として執行される規定があったため、暫定予算が生まれる余地が存在しなかった。 
地方自治体は地方自治法第218条により本予算が年度開始前までに成立しなかった場合や地方公共団体の分置廃合があった場合など必要に応じて暫定予算を編成することができ、地方公共団体の首長は特に緊急を要するため議会を招集する時間的余裕がないことが明らかであると認めるときには、専決処分で暫定予算を成立させることができる。 
日本放送協会の予算は放送法70条により国会の承認を受ける必要があるが、国会の承認が得られない場合は同法71条により総務大臣の認可によって3ヶ月以内の暫定予算を施行することができる。